# フィニアスとファーブのキャラクター
ディズニー・チャンネルのテレビアニメ『フィニアスとファーブ』の登場人物について、記述する。

## レギュラー
フィニアス・フリン（Phineas Flynn）
声 - ヴィンセント・マーテラ／宮田幸季
本作の主人公。三角頭（ほとんどが鼻）で赤毛の少年。一人称は「僕」。左利き。好奇心旺盛、想像力豊かで、いつも周囲を驚かせるような計画を思いつき、ピンチに陥った場合でも様々なアイデアで乗り越える。発明の部品が届いた時「これらを使うには若すぎないか？」と配達員によく言われる。お約束のセリフに「ファーブ、今日やること決まりだ！（Ferb, I know what we’re gonna do today!）」「あれ、ペリーどこだ？（Hey, where’s Perry?）」「ああ、いたのかペリー（Oh, there you are, Perry.）」「ええ、そうですね。（Yes, yes I am.）」などがある。
天才だがマイペースで少々天然なため、自分達の思いつきを邪魔しようとするキャンディスと会話が噛み合っていなかったりすることもしばしば。イザベラから想いを寄せられているが、楽しいことにしか興味がないのでその気持ちに全く気付いていない（しかし、第126話「もう子供じゃいられない」でやっとその思いに気付く）。
第22話Aパートではフィニアシュタイン、第73話Aパートではフィナバンク、第87話Bパートではオハイオ・フリンの名で出演している。
ストーリーの構成上、第100話 「過去を振り返りまショー」では冒頭とエンディング、「フィニアスとファーブ番外編 O.W.C.Aファイル」ではエンディングのみの登場。
第126話では イザベラと同じ｢三つの州州立大学｣ に行くことになる。
フィニアスとファーブの年齢については明示されておらず、公式には「15歳未満」の同年齢とされている。これは主な視聴者層である子供たちにアンケートを取ったところ、多くの子供たちがフィニアスとファーブの年齢を自分と同じ年齢だと答えたためであり、あえて特定の年齢に縛り付けるのではなく曖昧なままにすることを制作者が判断した結果である。そのため第1話ではキャンディスがフィニアスのことを「9歳」と発言するシーンがあったが後に削除されている。また10年後にタイプスリップした際には17、18歳と思われる描写があり20年後にタイムスリップした際には30歳と言われる描写があるなど作品中でも年齢に関しては曖昧にされている。
ファーブ（ファーブス）・フレッチャー（Ferb（Ferbs） Fletcher）
声 - トーマス・サングスター (シーズン1〜シーズン4)→ デイビッドエリゴジュニア(フィニアスとファーブ現象以降)／増田裕生／立花敏弘（一部の歌）
本作の主人公。フィニアスの義理の弟（年は同じだがフィニアスの方が早く生まれている為）。一人称は「僕」。イギリス生まれ。緑色の髪をしている。無口で基本的に1、2言ほどしかしゃべらないことが多いが、一言だけの長セリフで大人びた哲学的な発言をすることも。メカに強く、どんな機械でもつくれるモノ作りの天才である。日本語を始め、イルカ語や火星語を話すことができるほか、ギター・ドラム・キーボード・トランペット・バグパイプ・ハーモニカ・アコーディオン・オルガン・ハープ・チューバなど多くの楽器を演奏できる。その中でもベースギターが異常にうまい。挿入歌でフィニアス達と歌うシーンでは低いパートを担当することが多い。
足が長くダンスも得意。抜群の行動力と運動神経を持っている。
第12話Bパートでヴァネッサに一目ぼれしてしまい、交流を深め、片想いに終わると思われたが10年後の世界を描く第126話では想いが成就したのか彼女と恋人同士になった。
2015年8月17日、クリエイターの一人、ダン・ポベンマイヤーのtwitterにて、ファーブの本名が「ファーブス（Ferbs）」であることが明らかになった。なお、その名で呼ばれていたのは第126話「もう子供じゃいられない」のエピソード内で、その一度きりである。
第22話Aパートではファーブゴア、第73話Aパートではガーブ、第85話ではファーバロット、第87話Bパートではロードアイランド・フレッチャーの名で出演している。
第100話ではストーリーの構成上、冒頭とエンディングのみの登場である。
キャンディス・ガートルード・フリン（Candace Gertrude Flynn）
声 - アシュレイ・ティスデイル／永田亮子　ダン・ポベンマイヤー／武虎（アレルギー時）
フィニアスの実の姉でファーブの義理の姉。誕生日は7月11日（15歳）。一人称は「あたし」。身長173センチ。弟たちの思いつきを人騒がせなイタズラと思い込んでママに告げ口しようとするが、いつもうまくいかない。時折彼らの発明を勝手に使ったり、告げ口を成功させるため彼らを騙したりすることもある。一方で場合によっては協力したり、一緒に楽しんだりすることもあり、フィニアス達のことを心配したり守ったりと姉らしい一面もある。親友のステイシーとは毎日電話していて、何でも話す。ジェレミー・ジョンソン（Jeremy Johnson）に恋心をいだいている。演奏できる楽器は、バグパイプ・バラライカ・バンジョー・ビューグル・ベースギター・ボンゴなど20種類で、すべてBから始まる楽器（コントラバスは英語圏ではbassで通用する）。
パースニップのアレルギーで、パースニップアレルギーが発症すると別人のような声に変化する。また、乳製品を食べるとお腹が緩くなる。
トラブルに巻き込まれたり（もしくは自らトラブルを引き起こす）すると、よく大声で叫ぶ。高所恐怖症。また本人は気付いていないが、フィニアス達は自分達の計画をママに隠す気は全くなく、回によってはフィニアス本人がママに言った回もいくつかある。
第38話「タイムマシンで大騒ぎ」では20年後の未来のキャンディスが登場している（その時、彼女の子供としてアマンダ、ザビエル、フレッドが登場している）。20年前（現在）に比べると性格はだいぶ落ち着いているが、過去から来たフィニアスとファーブを発見し起こした騒動によって未来を悪い方向に変えてしまう。また、20年前のキャンディスとフィニアスとファーブによって、ママへの言いつけが成功している。
第22話Aパートではコンスタンス、第73話Aパートではキャントック、第85話ではキャンダヴィアの名で出演している。
第100話ではストーリーの構成上、冒頭とエンディングのみの登場である。
第111話にて、彼女がマーベル・ヒーローの大ファンであることが分かった。
5歳の頃には上の歯中央の1本だけ欠けていた（「夏を取り戻せ！」より）。
カモノハシペリー／エージェントP（Perry the Platypus/Agent P）
声 - ディー・ブラッドリー・ベイカー／増田裕生、一部原語版流用
フィニアスとファーブのペットで、本作の影の主役的存在。普段はただのカモノハシだが、陰でモノグラム少佐の指令のもとでエージェントPとして活動している。
普段はぼんやりしていて何もしないが、エージェントになると一転してクールで紳士的な性格になる。運動能力や知能は非常に高く、あらゆることを器用にこなす。
カモノハシなので人間の言葉は話せず、「ガガガガガ（またはグルルルル）」と歯を鳴らすような奇妙な鳴き声で鳴く。英語版のペリーの鳴き声だけは英語オリジナルらしく、鳴き声の音が日本版のペリーの鳴き声とは少し低い音である（他は全て日本版共通の鳴き声である）。
フィニアス達の家の真下には、少佐から任務を聞いたりするための地下司令室があり、家の所どころにその部屋へ通じる隠し扉がある。ドゥーフェンシュマーツ博士が宿敵であり、彼の悪の企みをあばき、その計画を阻止するのがエージェントPの任務である。博士とは敵対関係ではあるが憎んでいるわけではなく、博士がパンダのピーターを宿敵にしたときもショックでエージェントをやめようとしたり、博士の娘のヴァネッサの誕生日パーティの準備を手伝ったり、時には彼の名誉を守ろうとするなど、良き友達のような関係である。毎回ドゥーフェンシュマーツ博士の罠に掛かるが、自力かもしくは博士の間抜けなミスにより脱出する。
本編ではフィニアス達に正体を隠しており、「フィニアスとファーブ　ザ・ムービー」でフィニアスたちに正体がばれてしまうが、最後に子供たちはその日の記憶を消されている。ペリーはそのときの写真を大切に保管している。
最初にフィニアスとファーブに付けられた名前は「バーソロミュー」だった。
好物はとうもろこし。弱点は頬をくすぐられること（ペットの姿時にくすぐられた際は反射神経によりしっぽが直角にたつ）。
第4話でリンダと遭遇したが、とっさの判断で免れた。
第42話Bパートと105話Bパートではストーリーの構成上脇役で登場している。
第73話Aパートではバンカバングワー、第73話Bパートではマスターペリー、第85話ではドラゴノハシ・ペラブル／P卿、第117話Aパートでは白鳥のスウェアリーの名で出演している。
第78話Aパートではマスコットキャラクターとしてエージェント姿で撮影された事で秘密組織がバレそうになるがフィニアスとファーブはエージェントである事までは知らなかったので記憶を消される事はなかった。
第109話Bパートではステイシーにエージェント姿を見られてしまったが、事情を知ったステイシーが秘密にすると約束したことによって、ペリーがエージェントPであることはおおやけにならなかった。
ハインツ・ドゥーフェンシュマーツ博士（Dr. Heinz Doofenshmirtz）
声 - ダン・ポベンマイヤー／多田野曜平
本作のディズニー・ヴィランズ。エージェントPと宿敵の関係にある、自称・悪の科学者。年齢は47歳（第89話Aパートより）。一人称は「私」。「悪のドゥーフェンシュマーツ社」という会社でいつも悪巧みをしている。夢はダンヴィルを含む3つの州を征服することだが、どれもスケールが小さいものばかりであり、彼の悪事は結果的にキャンディスの告げ口阻止の要因になっている。つくった発明品には必ず「○○ネーター（-Inator）」と名付けている。白衣を着ている為、よく薬局のおじさん(薬剤師)と間違えられている。通称「ドゥーフ」、「博士」。
ドゥルースルスティン王国ギンメルシュトゥンプ（Gimmelshtump）出身。188cm（第31話Bパートより）と長身だが、猫背のため身長は低く見える。幼少時代は実の両親に庭のノーム人形にされたり、1年間通学時にドレスを着せられたり、的当てドボンゲームでは投げるボールの代わりになったり、両親に捨てられ中央アメリカの野生の山猫に育てられた時期があるなど、親にかわいがられずに育った過去がある。そのため発明品の紹介時によく回想シーンがある苦労人。娘のヴァネッサを喜ばせようと毎年彼女のために誕生日会を企画したり、キャンプで娘を守り父親らしいところを見せようと奮闘する。上記の通り、家族に恵まれていないようだが少なくとも彼をぞんざいに扱わない者もいるらしい。悪の科学者になる前はグリルソーセージ屋だった。会社のペントハウスに12年住んでいる。
幼少期の頃の友人は風船のバルーニー、月、ドゥーフェンシュマーツの隣人ケニー。
毎回エージェントPを罠に掛け捕らえることに成功したり、悪巧みを瞬時に思いつくなど科学者らしい閃きを持つが、なぜかペリーが帽子を被っていないとただのカモノハシと思い込んだりする（帽子がないとペリーだと分からない）。登場時には必ずコーラス隊に自分の会社や別荘などのコールをしてもらっており、その人達の専用のスタジオもある（29話Aパートより）。
口癖は、「呪ってやるカモノハシペリー!（Curse you, Perry the platypus!）」。いつも邪魔するペリーを憎んでいるようだが、爆発でペリーを倒したと思うと寂しがったり、クリスマスの時はプレゼント交換をしたり、博士が怖がっているときは手を繋いだりするなど、よい仲である（88話Bパートで、「本当はすごく寂しいんだ」と言っており、幼少時代から理解者があまりいなかったため、宿敵であるペリーを相棒とも思っている様子）。
研究の才能があり、幼少期に科学研究会でレーザーを放つだけの「ネーター」を発明（しかし重曹の吹き出る火山に敗北。本人も「あれじゃ負けるわけだ」と言っている）。
第38話「タイムマシンで大騒ぎ」では、未来のキャンディスのおかげでアルミニウムの塊から逃れ、3つの州の支配者になっている。回によってはまったく悪事を働かなかったこともある。フィニアスおよび周辺人物と会話する場面は2つの映画を除けば基本的にないが、間接的な接点は多い。第138話「ゾンビの街ダンヴィル」では、フィニアス達が博士の発明品によって引き起こされた惨事を収束させるための装置を作るために若干協力している。また、妙に人がいい部分がある。カップスタッキングの世界記録保持者である。
曾祖母はグレーテル（Gretel）、祖父はホゼ・ドゥーフェンシュマーツ（Jose Doofenshmirtz）、ひいひいじいさんはジキル・ドゥーフェンシュマーツ。
第42話Bパート「イザベラ 樹液の伝説」にだけは、ストーリーの構成上登場しない。
第73話Aパートではドゥーフェンガング、第73話Bパートではドゥーファスハーン、第85話ではマレファシュマーツ、第117話Bパートではフォン・ドゥーフェンシュマーツ、第131話ではダースェンシュマーツの名で出演している。
最終回「夏休み最後の日」では、ヴァネッサがO.W.C.Aの実習生になりたいことを聞き、彼女のために悪の科学者をやめて「いい人」になることを決意する（番外編「O.W.C.Aファイル」ではその後ペリー率いる新米エージェントチームの一人になったことが描かれている）。
『マイロ・マーフィーの法則』19話にて後に未来でタイムマシンを発明し有名になり、偉大な発明家・タイム教授となることが発覚する。またこの作品では良いことをしようと奮闘するが持ち前のドジや発明品の欠陥が原因で空回りして周りに迷惑をかけることもしばしばある。
人を消してしまう能力を有するネーターを作成するなど、ギャグ方向だけでなく危険性が高いものを製作することもある。

## フィニアスとファーブの周囲の人々

### フィニアスとファーブの家族
リンダ・フリン（Linda Flynn）
声 - キャロライン・レイ／込山順子
フィニアスとキャンディスの実の母親で、ファーブの義理の母親。6月15日がローレンスとの結婚記念日。キャンディスから毎日フィニアスとファーブの告げ口を聞かされるが、一度も見たことがないため信じていない。フィニアスが自ら事実であることを話し証拠を見せても、子供の空想だと思って信じる様子はない。毎回キャンディスにしつこく告げ口されるので、キャンディスが告げ口をしないときには逆に怪しく思い、急いで家に帰ることもある。後の未来では、タイムマシンで過去からやってきたキャンディス自身が証拠となり、今までの告げ口の内容がすべて事実だったことを認める。
昔に一度だけドゥーフェンシュマーツとデートしたことがあり、世界を征服するより、まず3つの州から支配してみるように彼に進言した。その後リンダナ名義で歌を出し、一発屋としてエレベーター内で曲が流れるくらいにヒットした（歌は口パク）。現在はポップスターを引退し専業主婦となり、イザベラの母とジェレミーの母の3人でジャズバンドをやっている。シャーリーンと同じ料理教室にも通っている。また、非常にマイナーなフェスティバルや見本市に参加するのが趣味でもある。名前は制作者ダン・ポベンマイヤーの姉妹の名から。
第73話Aパートではマグの名で出演している。
ローレンス・フレッチャー（Lawrence Fletcher）
声 - リチャード・オブライエン／樫井笙人
ファーブの実の父親で、フィニアスとキャンディスの義理の父親。イギリス出身。アンティークショップを経営しており、様々な骨董品を収集している。また職業を生かして講演も行っている。フィニアスとファーブの作ったモンスタートラックのレースに参加したり、空飛ぶカーペットに一緒に乗ったりと、息子たちがすごいことが出来るのを知っている。
イギリスにエイドリアンという兄弟がいて、子供のころからいろんなことで競い合っていたらしい。
第78話Bパートではロドニーの「何でも悪に変えちゃうライザー」によって悪人になり、ラブマフィンの頂点に立った（その直後記憶を戻し降りた）。
クライド・フリン（Clyde Flynn）
声 - バリー・ボストウィック／島香裕→未定
リンダの父。ダンヴィルの森に住んでおり、フィニアス達とキャンプをすることもある。
ベティー・ジョー・フリン（Betty Jo Flynn）
声 - キャロライン・レイ
リンダの母。昔ローラースケートの選手だった。ジェレミーの祖母ヒルデガードと仲が悪い。ロレイン（Lorraine）という双子の姉妹がいる。
レジナルド・フレッチャー（Reginald Fletcher）
声 - マルコム・マクダウェル／武虎
ローレンスの父。イギリスに住んでいて、たまにダンヴィルへ遊びに来る。昔は「聖なるサバ（Holy Mackerel）」というバイクに乗る「空飛ぶ魚（The Flying Fishmonger）」の名でスタントマンとして知られていた。左目にモノクルをかけている。
ウィニフレッド・フレッチャー（Winifred Fletcher）
声 - ジェーン・カー／新田万紀子→未定
ローレンスの母。いつもティーカップを持っている。
ティアナ・ウェバー（Tiana Webber）
声 - メーガン・ヒルティ／根本圭子
リンダの姉妹。姉妹であるリンダと同じく赤毛で、パートナーのボブとともに世界中を冒険していた。名前は制作者ダン・ポベンマイヤーの姉妹の名から。モンテビデオ在住。
ボブ・ウェバー（Bob Webber）
声 - ジョン・ラロケット／杉山紀彰
ティアナの夫。レイク・ノーズでライフガードをしていた。

### フィニアスとファーブの友達
イザベラ・ガルシア・シャピロ（Isabella Garcia-Shapiro）
声 - アリソン・ストーナー／河原木志穂
フィニアスとファーブの家の向かいに住んでいる女の子。ヒスパニック系ユダヤ人。黒髪のストレートだが、湿気があるとビッグサイズのアフロヘアになる。フィニアスに恋をしていて、彼の計画をどんなことでも手伝ってあげている。劇中では10年後、フィニアスと結ばれている。よく言われる表記の仕方は「Phinbella」（フィニベラ）と表されている。運動能力は高く、ファーブほどのエンジニア気質ではないが加工工具を扱う能力も高い。
ファイヤーサイド・ガールズ46321団のリーダー。出てくる時必ず、「なぁ〜にしてるの？（Whatcha doin’?）」というのが口癖。様々な人物に口癖をマネされるが、本人はそれをとても嫌がっている（ただし、フィニアスは別）。特に47話ではスージーとキャンディスのマネに苛立ちを見せている。ピンキーというペットのチワワ犬がいるが、実はピンキーもO.W.C.Aのシークレットエージェントである。メキシコとエルサレムに親戚がいる。
第85話ではイザベルの名で出演している。
第126話では「三つの州州立大学」に行くことになる。
バルジート・ヂジンダー（Baljeet Tjinder）
声 - モーリク・パンチョリー／中塚玲→根本圭子
フィニアスとファーブの友達の男の子。インドからの交換留学生。数学が大好きで成績優秀の優等生。成績のためにフィニアスたちに課題を手伝ってもらうこともある。数学の計算能力はフィニアスたち以上で、計画にミスがないかをチェックすることもある。弱気な性格でビューフォードにからかわれることが多いが、お互いに欠かせない存在でいい友人である。身支度全般をビューフォードから過剰とも言えるほどの庇護を受けたことがある。
ファイヤーサイド・ガールズ内では、フィニアスの次に人気があるらしい。
第73話Aパートではバルジャグ、第85話ではバルジータラスの名で出演している。
ビューフォード・ヴァン・ストム（Buford Van Stomm）
声 - ボビー・ゲイラー／杉山紀彰
フィニアスとファーブの友達。いじめっ子で力が強いガキ大将だが、内心ではフィニアス達のことを認めており、良き友人である。ビフというペットの金魚をすごくかわいがっており、当時弱虫だった時にガキ大将からビフを守るために喧嘩で勝った。時折インテリを思わせるような発言をしており、「夏はキミのもの!」では流暢にフランス語を話す、ヴォルテールの言葉を引用するなどして一緒にいたバルジートを驚かせている。ラテン語も得意である。124話Aパートのフィニアスの台詞によるとオランダ系。
母はビファニー・ヴァン・ストム（Biffany Van Stomm）。
第73話Aパートではブーフガード、第85話ではビューファビュラスの名で出演している。
外伝的なエピソードの第85話など及び映画版を除いた通常のシリーズでは、主要の子供たちで最初にドゥーフェンシュマーツと行動を共にしたことがある（第89話Bパート）。
ジャンゴ・ブラウン（Django Brown）
声 - アレック・ホールデン／伊東久美子
フィニアスとファーブの友達。
生活用品を題材とした巨大アートで有名な芸術家ベッポを父に持つ。ジェニー・ブラウンとは姉弟。
「巨大アート」以来からは時折出演している。バイオリンが弾ける。
アーヴィング（Irving Du Bois）
声 - ジャック・マクブレイヤー／相原嵩明
フィニアスとファーブの友達。自称フィニアスとファーブファン。第37話「フィニアスとファーブ ベストソングカウントダウン」から登場（ただし、フィニアスたちと行動をしたのは39話Aパートが初）。
フィニアスとファーブに憧れており、二人の発明をスクラップブックにまとめていたり、ファーブの髪の毛を本に貼り付けていたり、二人の家の周りにスパイカメラを仕掛け常に録画したりしていたりと、若干ストーカーのようなことをしている。アルバートという兄がおり、フィニアスとファーブの発明のことをくだらないと思っているので仲は悪い。非常に付き合いにくい性格なので無視されてしまうことも多い。シーズン5初回話ではキャンディスからハグされている。
唯一知っている歌は母親から教わったキャンプの歌。
アルバート（Albert Du Bois）
声 - デイドリヒ・バーダー／河本邦弘
アービングの兄。大学生。年齢はキャンディスと同じくらいで、アービングとは意見が合わないため仲が悪い。フィニアスとファーブのことを最初は侮辱していたものの、二人の発明品を見たことにより見直す。キャンディスから「ガリベン君」と呼ばれているが、彼女のことが気になるのか一度だけ告げ口の手伝いをした。
ペドロ（Pedro）
フィニアスとファーブの友達（本編中に名前は登場しない）。
ミシティ(Mighti)
バルジートの幼馴染。バルジートがインドにいた4年前までは活発な女の子だったが、再会したころにはすっかり女の子らしくなっていた。

### ファイヤーサイド・ガールズのメンバー
イザベラをリーダーとするガールスカウト（ただし、『ザ・ムービー』では「ファイヤーストーム・ガールズ」、また『スターウォーズ大作戦』では「ファイヤースター・ガールズ」というグループ名である）。58話Aパートではキャンディスに「ファイヤーファイターガール」などと言い間違えられた。
イザベラがリーダーをしているのは46321団（シーズン1:4期では46231団）で、メンバーはイザベラを含めて7人。全員オレンジ色の帽子とシャツに茶色のスカートを着ているが、入団の時に自分で作らなければいけないため、ユニホームはそれぞれアレンジしてある。いつもフィニアスとファーブの計画を手伝ってくれる頼もしい存在。以下の6人のほかに2人、ブロンドとブルネットのメンバーがいる。設立者はイライザ・M・ファイヤーサイド（Eliza M. Feyersied）。
なおシーズン1初期では単にイザベラがガールスカウトと呼称していた。
ここではイザベラ以外の6人について述べる。
アディソン・スウィートウォーター（Adyson Sweetwater）
声 - マディソン・ペティス
一日で6個のワッペンをもらった最高記録を持っていたが、キャンディスに破られた。服のアレンジは、シャツがノースリーブになっている。帽子の下に赤いヘアバンドをしている。
ケイティー（Katie）
声 - イザベラ・エーカーズ／永田亮子
金髪で緑色の目をした子。服のアレンジは、襟が赤い。第31話Aパートではグレッチェンと一緒に、また第43話Bパートではミリーと一緒にドゥーフェンシュマーツの自宅兼研究所に行ったことがある。
グレッチェン（Gretchen）
声 - アリエル・ウィンター／伊東久美子
副リーダー的存在。やや小柄でメガネをかけている（第73話Aパートを除く）。グレッチェンの服だけ通常のオレンジのシャツである。
ジンジャー・ヒラノ（Ginger Hirano）
声 - ティファニー・エスペンセン → ミカエラ・ジー／ちふゆ
ステイシーの妹。バルジートに関心があるが、そのことをメンバーに話しても誰も話に乗ってくれない。服のアレンジは、シャツの袖のさきが赤く、タートルネック。
ホリー（Holly）
声 - シンフォニック・ミラー → ダイヤモンド・ホワイト／根本圭子
アフリカ系で鼻が少しつぶれ気味になっている。時折、前歯が出ていることがある。服のアレンジは、襟が赤く袖に切れ目が入っている。
ミリー（Milly）
声 - イザベラ・ミュラド
そばかすがあり髪にリボンをつけている。服のアレンジは、シャツの裾と袖の先に波線の赤い模様があり襟が赤い。

### キャンディスの関係者
ステイシー・ヒラノ（平野 ステイシー/Stacy Hirano）
声 - ケリー・ヒュー／植竹香菜→松元恵
キャンディスの大親友である日系アメリカ人。キャンディスの何でも話せる相手でアドバイザーで良き理解者。母親は医者。非常に友達想いで、告げ口に熱心になるあまり無茶な行動に出るキャンディスに付き合ってあげている。ステイシー自身はフィニアスとファーブを目の敵にしているわけでは無く、二人の発明を一緒に楽しんだり、「弟達すごいじゃない！」と感心することも多い。東京にいとこが大勢いて、祖母はテンプラ屋をやっている。20年後の世界ではウルグアイの大統領を務めているらしい。
第85話ではステイシルダの名で（名前のみ）出演している。
第109話Bパートで、ビューフォードの次にドゥーフェンシュマーツと会った。ステイシーは同エピソードでさらに、エージェントPの姿のペリーと変装したモノグラム少佐にも会っていて、フィニアスたちの周辺でペリーの正体を知っているのは彼女だけである（本来ならエージェントに遭遇すると記憶を消去されてしまうが、少佐たちが現場に着く前にペリーと、「何もなかったことにする」約束をしたので、消去は逃れている）。また、129-130話ではフィニアスやキャンディス、ペリーをはじめとする主要の中で唯一ドゥーフェンシュマーツの開発した機械(不快なヤツになっちゃうネーター)の餌食にならなかった（一見するとジェレミーも餌食になっていないように見えるが、よく見るとデパートが映し出されたカットで餌食になってしまっている）。
ジェレミー・ジョンソン（Jeremy Johnson）
声 - ミッチェル・ムッソ(フィニアスとファーブ/ザ・ムービー:キャンディス救出大作戦まで) → 不明 ／手塚祐介
ミスタースラッシーバーガーというファストフード店でバイトをしている紳士的でとても優しい少年。キャンディスより1つ年上。シーズン1当初は、キャンディスと両思いなのに、お互い片思いだと思っている関係だったが、後に恋人となっていく。
第22話Aパートではジェレマイヤ、第73話Aパートではジェレバンク、第85話ではジェレマイアドの名で出演している。
スージー・ジョンソン（Suzy Johnson）
声 - カリ・ウォールグレン／伊東久美子
ジェレミーの妹。フィニアス達よりも年下。自分がジェレミーにとっての一番だと信じていて、キャンディスを敵視している。ジェレミーの前ではかわいい妹を装うがキャンディスの前になると凶暴になる。ペットに黒いプードルを飼っていて、このプードルもキャンディスの前では一緒に凶暴になる。しかし、周辺にジェレミーがいなくなると普通の女の子に戻り、キャンディスとも普通に接している。どういう訳かビューフォードにも恐れられている。
ジョンソン夫人（Mrs. Johnson）
声 - ジェーン・リンチ／根本圭子
ジェレミーとスージーの母。野生動物の保護に力を入れている。
ジェニー・ブラウン（Jenny Brown）
声 - アリソン・ストーナー／伊東久美子→後藤沙緒里
キャンディスの友達。ヒッピーであり、いつも運動に参加しているため、出番が少ない。
フィニアスたちの友だちのジャンゴの姉。
コルトレーン（Coltrane）
声 - コービン・ブルー／増田裕生
ジェレミーのバンドのメンバー。ステイシーが気になっている。

### その他の知人
ビビアン・ガルシア=シャピロ（Vivian Garcia-Shapiro）
声 - アイリーン・ガリンド／ちふゆ
イザベラの母。陽気な性格。
エージェント・ピンキー（Agent Pinky）
声 - ディー・ブラッドリー・ベイカー
別名チワワのピンキー（Pinky the Chihuahua）。イザベラの飼い犬。なぜかいつも体を震わせている。宿敵はプーフェンプローツ教授。『フィニアスとファーブ／ザ・ムービー』にも登場した。

## エージェントPと周囲の人々

### O.W.C.A.
政府の秘密の組織の中の、誰も知らない部門の、そのまた誰も知らない小さな部門O.W.C.A.(Organization Without a Cool Acronym、日本語に訳すと「かっこいい頭字語のない組織」だが、日本語版では「音の響きが悪い頭文字が頭に来る」の略）のスパイ達は動物がほとんどで、エージェントPの他にもパンダのピーター、エージェントE（ワシ）、エージェントD（犬）、エージェントC（ニワトリ）エージェントM（サル）など多くが所属している。なぜエージェントがみんな動物なのかは、司令官のモノグラム少佐を含め誰も知らない。エージェント達は任務時必ず帽子をかぶっている。他にも、昼食を社員食堂以外でとることは許されないという謎の規則も存在するらしい。
コントラクション大佐
モノグラム少佐の上司。『夏を取り戻せ！』に登場。
フランシス・モノグラム少佐（Major Francis Monogram）
声 - ジェフ・“スワンピー”・マーシュ／西村知道
エージェントPの所属するスパイ組織、O.W.C.A.の司令官。本人によると、体の35%が金属。正義のために行動し、エージェントPに任務を依頼する。一方で任務に関していい加減だったり、仕事より自身のことを優先するなどエージェントPを困らせることもあるうえ、ドゥーフェンシュマーツ博士が何かをしていると善悪問わず必ず悪事と決め付けるなど、お世辞にも正義の司令官とは言いがたい行動も多い。ある意味、ドゥーフェンシュマーツ博士の本当の宿敵である。眉毛がつながっており、ドゥーフェンシュマーツ博士から「一本眉少佐」や「ものさし眉」と呼ばれたことがある。
妻と、モンティという息子がおり、彼はエージェントになりたがっている。
モンティ（Monty）
声 -セス・グリーン／玉木雅士
モノグラム少佐の一人息子。本名はモンゴメリー・モノグラム。第84話Bパートの「落ち葉のスフォール」にて初登場した。
将来は父親のようになりたがっているが、少佐は自分の過去から違うことをやらせようとしている。
ドゥーフェンシュマーツ博士の娘のヴァネッサと密かに交際している。カールにはそのことがバレていて、カールが「少佐が自分に「ありがとう」言ってくれるように仕向けて成功すれば２人のデートを見なかったことにする」と言われてカールに協力したことも。「夏を取り戻せ！」では、モノグラム少佐がクビになり、責任者となり弱気になったカールを励まし、ラブマフィンの科学者たちと戦った。
カール（Carl Karl）
声 - タイラー・アレクサンダー・マン／相馬幸人
モノグラム少佐の助手・見習い。大学生で、仕事は大学の単位取得のためのただ働きである。第98話にて、給料ありの実習生（名前だけだが）に昇格した。
113話「ありがとうカール」で、少佐に「ありがとう」と言われて気絶した。
ワンダ・アクロニム下級准尉（Wanda Acronym）
声 - ジェーン・リーヴス／新田万紀子
チワワのピンキーのボス。カーラというカールそっくりな助手がいる。
ライラ・ロリベリー（Lyla Lolliberry）
声 - サマンサ・ビー／恒松あゆみ
シーズン4の「アメリカ＝カナダ合同作戦」に登場するカナダのスパイ組織C.O.W.C.A.（カウカ、カナダ 音の響きが悪い頭文字が頭にくる）の人間のシークレットエージェント。エージェントPと手を組み、バニスター教授の悪の計画を阻止した。少し天然なところがある。
パンダのピーター（Peter the Panda）
シアトルのアニマルエージェント。ドゥーフェンシュマーツ博士の宿敵になっていたことがある。『フィニアスとファーブ／ザ・ムービー』にも登場した。
エージェントT（Agent T）
カメのテリー（Terry the Turtle）。『フィニアスとファーブ／ザ・ムービー』に登場したアニマルエージェント。
ハリネズミ・ハーマン（Herman the Hedgehog）
アニマルエージェント。
エージェントM（Agent M）
猿のエージェント。
カタツムリ・セルゲイ／エージェントS（Sergei the Snail/Agent S）
カタツムリのエージェント。第78話AパートでエージェントPの代理でドゥーフェンシュマーツ博士との対決の任務に当たったことがある。塩がニガテ。
ヌーのニュートン／エージェント・サイレントG
ヌーのエージェント。ディミナティブ博士の宿敵。ドゥーフェンシュマーツ博士のせいで正体をディミナティブ博士に知られてしまった。
吐き気ネーター
エージェントPが配置換えで一瞬宿敵になった。声をはりあげると「デデーン」という効果音とともに稲妻が光る。現在は刑務所にいる模様。

### ドゥーフェンシュマーツ博士とその関係者
ヴァネッサ・ドゥーフェンシュマーツ（Vanessa Doofenshmirtz)
声 - オリヴィア・オルソン／高梁碧
ドゥーフェンシュマーツ博士の娘。16歳。誕生日は6月15日。ゴス系（ヴァネッサ曰くパンク）のグループと付き合っている。年頃のティーンエイジャーなので父親と仲良くしたがらないが、決して嫌ってはおらず、自分にも悪の素質があり、それが父親との共通点だと喜ぶこともある。また自分のために頑張っている父親に感謝している描写もある。キャンディスほどではないが彼の悪事を母親に告げ口をすることもある。遊園地が苦手。
ファーブに好かれており、彼女もファーブを友人として気に入っている。
ペリーがエージェントPであることを知っている。
初登場時はドゥーフェンシュマーツ博士曰く、彼の助手だった。
第85話では水たまりの姫の名で出演している。
第84話Bパートで知り合ったモノグラム少佐の息子・モンティと極秘交際している（第94話Bパート、第101話Bパート、第113話Aパート、第119話Aパートなど）。
10年後の世界を描く第126話ではファーブと恋人同士になっていた。最終話では、オウカの研修生になるためにドゥーフェンシュマーツ博士を説得した。
ノーム（Norm）
声 - ジョン・ヴィエナー／武虎
「カモノハシの敵は人間だ！」ということでドゥーフェンシュマーツの作った人型巨大ロボ。ロボットだがリスが回す回し車が動力源である。普段は自律的に動作しているが、中にはコクピットがあり、第21話AパートでエージェントPが中に入って動かしたこともある。
対エージェントP用に開発されたにもかかわらず、ドゥーフェンシュマーツ博士がエージェントPにあっさり貸してしまったことがあり、その経緯からO.W.C.A.に入ったことがあるが、「動物じゃない」という理由で即クビになった。口癖は「ぼく、ノーム」。また人間になりたいという気持ちがあり、博士のことを「父親」として尊敬している。彼のピンチを救ったこともある。
第83話Bパートではスージーと共演した。第117話Aパートでは蒸気駆動ロボ・ノーマンとして出演している。
ロジャー・ドゥーフェンシュマーツ（Roger Doofenshmirtz）
声 - ジョン・オハーリー／杉山紀彰
ドゥーフェンシュマーツ博士の弟。第26話からダンヴィルの市長に就任する。
博士とは正反対に、母親から多くの愛情を注がれて育ったため博士には怨まれている。また、兄より運動神経がある。メラニーという秘書がいる。
22話Aパートではジェームソンの名で出演している。
シャーリーン・ドゥーフェンシュマーツ（Charlene Doofenshmirtz）
声 - アリソン・ジャニー／加藤優子
ヴァネッサの母親であり、ドゥーフェンシュマーツ博士の元妻。博士とは今でも離婚してよかったというほど険悪だがドゥーフェンシュマーツという名字は変えていない。また博士が悪者だということは知らない。リンダとは同じ料理教室に通う仲である。ドゥーフェンシュマーツ博士に毎月巨額の慰謝料を払っている。博士と離婚した理由は、ミスタートマトというパペットが嫌だったかららしい。
第85話では湖の姫の名で出演している。
ロドニー（Rodney）
声 - ジョー・オランティア／樫井笙人
ドゥーフェンシュマーツ博士が所属する悪の組織「L.O.V.E.M.U.F.F.I.N.（「楽じゃないけどぶっ通しで悪いことをするまさに極悪非道な悪党がフィーバーする連合(英名：League of Villainous Evildoers Maniacally United for Frightening Investments in Naughtiness)」の略）」のメンバーの1人。本名はアロイス・エバーハード・エリザベス・オットー・ウルフガング・ハイパティア・グンター・ゲーレン・ゲイリー・クーパー・フォン・ロッデンシュタイン（Aloyse Everheart Elizabeth Otto Wolfgang Hypatia Gunther Galen Gary Cooper von Roddenstein）であり、「ロドニー」と呼ばれることは嫌っている。
ドゥーフェンシュマーツ博士とは争ったりするため、ライバル関係。作った機械の名前の末尾に必ず「ライザー」を付ける。
バニスター教授
シーズン4第106話に登場。ラブマフィンの悪の交換プログラムのドゥーフェンシュマーツ博士のパートナー。エージェントライラの宿敵。
本当はデンマーク出身だが、カナダ出身と出身地を偽っていた（ラブマフィンでは出身地を偽った場合、罰則があるらしい）。口癖は「不幸になれライラ・ロリベリー!不幸になれ!」。
プーフェンプローツ教授（Professor Poofenplotz）
声 - アマンダ・プラマー／ちふゆ
エージェント・ピンキーの宿敵で、世界征服を目論む女性科学者。第42話Bパートで、ドゥーフェンシュマーツの代わりに登場している。口癖は「呪ってやるチワワのピンキー!（Curse you,pinky the chihuahua!）」。
ラブマフィンに入ろうとしたが、不採用だった。フルネームは「エスメラルダ・プーフェンプローツ」（第105話より）。

## その他
建築技師
しばしばフィニアスとファーブの家にフィニアス達の計画に必要な物を配達する。「○○を作るにはちょっと若すぎない？」と言う。
ダンヴィルの住人
背景、脇役、などで登場する。なぜか非常に飽きっぽく、少しでも新しい物が出ると「○○分（もしくは秒・時間）も昔の物」と言ってすぐに飽きてしまう。
ラブ・ハンドル（Love Händel）
1980年代に流行ったロックバンド。メンバーはボーカルのダニー、ベースのボビー・ファビュラス、ドラムのスワンピー・シャーマンの3人である。一度解散してしまったが、フィニアスとファーブの助けで再結成し（第14話）、その後もたびたび挿入歌で登場するようになった。
巨大赤ちゃんオバケ
巨大な赤ちゃんの頭。フィニアス達がお化け屋敷を作った時から、たまに背景などに登場するようになった。その正体は謎に包まれている。頭以外の部分も存在するらしい。
夫婦
いつも夫が問題を起こすが、ペリーとドゥーフェンシュマーツの戦闘の影響により問題が解決する夫婦。
ヒップホップ男
第25話Bパートの挿入歌「パンツにリスがいるんだよ」にて登場したラッパーだが、その後もモブキャラクターとして時々登場している。
ミープ（Meap）
声 - ロレンゾ・ラマス／杉山紀彰
33話初登場。かわいらしいエイリアンだが、実は宇宙警察。「ミープ」と普段はそれしか言えないが、翻訳機であるヒゲを付けると大人の男性の声で話す。
第92話の「ミープにめぐり逢えたら」でフィニアス達と再会した。
ミッチ（Mitch）
声 - デビッド・ミッチェル／武虎
ミープの宿敵である宇宙の密猟者。別名はビッグ・ミッチ。
ブリジット・オシノミー（Bridgette Oshinomi）
時々登場するレポーター。作家としても知られており、リンダがサイン会に行ったこともある。
ピンヘッド・ピエール（Pinhead Pierre）
声 - ジョン・ディマジオ／武虎
ローレンスが子供の頃にイギリスで放映された子供向け番組「ザ・ピンヘッド・ピエール・ショウ」の司会者。体に対して頭が小さい。
サディアスとソーア（Thaddeus and Thor）
声 - ダニー・クックシー／遠藤武（サディアス） - なし（ソーア）
34話Aパート登場。フィニアスとファーブにそっくりな兄弟で、フィニアスとファーブと同じように想像力やメカを作る能力を持っているが、フィニアスとファーブとは違い、皮肉なことを言うため性格は冷たい。
しかし、やはりフィニアスとファーブのような才能までは持っておらず、砦づくり対決で見事に負けてしまった。
マンディ
声 - アリキ・セオフィロパウロス・グラフト／根本圭子
サディアスとソーアの姉。第34話Aパートでは、キャンディスに対決を挑んだが、負けてしまった。
ベン・バクスター
リアム・マクラッケン（Liam McCracken）
声 - ジェシー・スペンサー
シーズン4の「野生のペリー」に登場する大柄の男。ドゥーフェンシュマーツ博士に雇われてエージェントPを罠にはめるが、その後裏切って二人を倒そうとする。幼少時代にカモノハシによって母親と引き離された過去があり、それ以来カモノハシを憎悪している。武器はブーメランで、ひとつひとつに女性の名前を付けている。
ウサギのマーティ
ミキサー音楽を奏でるウサギの少年。ミキサーといるときのシルエットがフィニアスとファーブに酷似。
ドローレス
スラッシー・バーガーでジェレミーと一緒にアルバイトをしている少女。
しゃべるシマウマ
正式な名称は不明。キャンディスの夢や妄想に出てくる謎のシマウマ。キャンディスのことをなぜか「ケビン」とよぶ。
クリンパルーン
ヒマラヤに住む魔法の水着。緑と白のストライプの柄。「ニャンニャンニャン…」という鳴き声を発する。シーズン4の「3つの州　24時間音楽賞授賞式」などに登場。